# 溪州铜柱
溪州铜柱位于湖南省湘西土家族苗族自治州永顺县，建于五代后晋天福五年（940年），柱面上刻有楚王馬希範与土司彭仕愁停战盟誓的条约，是研究中国古代民族关系的重要实物资料，“是渝湘鄂黔毗邻地区少数民族土司制度逐步形成的里程碑”。

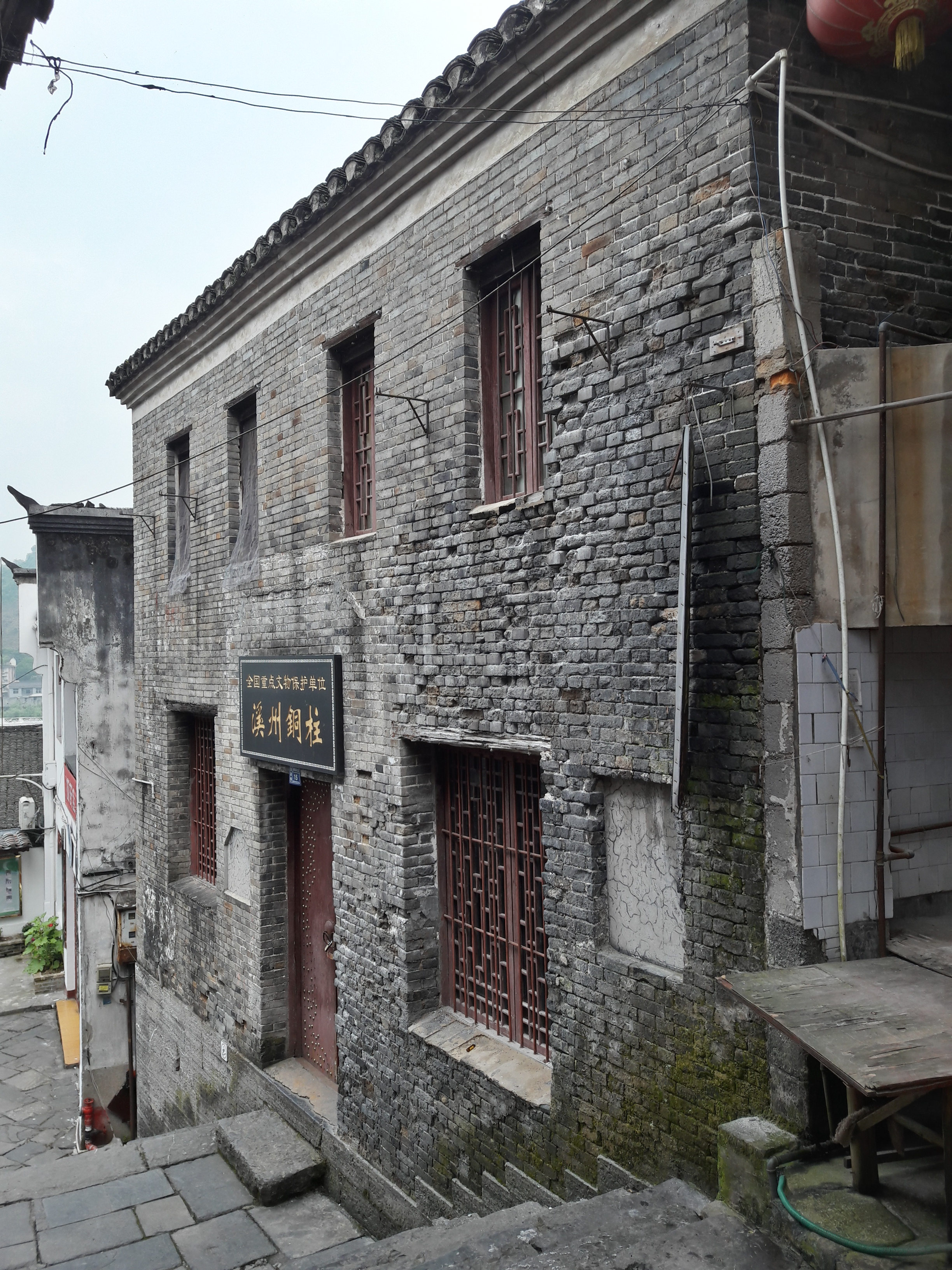
溪州铜柱

## 历史
唐末至五代时期，湖南地区属于楚王马殷父子的割据范围，马殷之子马希範在这里施暴政重赋；而溪州剌史彭仕愁在溪、奖、锦等州少数民族具有较高的威信，率众起兵反抗马楚。
溪州之战中，两败俱伤，双方言和，并在将盟约镌刻在铜柱上，立于溪州古城（约今湖南省古丈县会溪坪野鸡坨），规定各自所辖的地域，互不进犯。
铜柱曾在宋代多次移动。到现代，1968年被中国国务院列为第一批全国重点文物保护单位，1971年修建凤滩水电站时，铜柱由永顺县太坪乡酉水河畔的会溪坪迁至王村镇东侧的花果山上，并建有保护亭。现存于王村镇溪州民俗风光馆。

## 描述
铜柱"八棱稍圆，中空，相传内实钜古钱"，高4米，重2500公斤，柱身为中空八面体，柱上刻有“复溪州钢柱记”，镌有2118字铭誓。宋代多次移动，有宋人羼刻490余字。

## 脚注
1. ↑  "溪州铜柱"铭文解读--以民族法文化视角 曾代伟,<<现代法学>>2004年 第26卷 第06期